# Peio Canales
Peio Canales Urtasun (Barrika, 17 gennaio 2005) è un calciatore spagnolo, centrocampista del Racing Santander, in prestito dall'Athletic Bilbao.

## Carriera

### Club
È cresciuto nel settore giovanile dell'Athletic Bilbao ed ha debuttato con la seconda squadra dei baschi il 3 settembre 2023 nell'incontro di Segunda Federación pareggiato 0-0 contro l'UD Logroñés. Ha segnato i suoi primi gol il 25 novembre seguente realizzando una doppietta nel successo per 4-0 sul Tudelano.
Il 29 settembre 2024 ha fatto il suo esordio in prima squadra nell'incontro di Primera División pareggiato 1-1 contro il Siviglia.

### Nazionale
Ha giocato con le nazionali giovanili spagnole Under-18 ed Under-19.

## Statistiche

### Presenze e reti nei club
Statistiche aggiornate al 10 febbraio 2025
| Stagione        | Squadra         | Campionato      | Campionato | Campionato | Coppe nazionali | Coppe nazionali | Coppe nazionali | Coppe continentali | Coppe continentali | Coppe continentali | Altre coppe | Altre coppe | Altre coppe | Totale | Totale | Totale |
| Stagione        | Squadra         | Comp            | Pres       | Reti       | Comp            | Pres            | Reti            | Comp               | Pres               | Reti               | Comp        | Pres        | Reti        | Pres   | Reti   |        |
| --------------- | --------------- | --------------- | ---------- | ---------- | --------------- | --------------- | --------------- | ------------------ | ------------------ | ------------------ | ----------- | ----------- | ----------- | ------ | ------ | ------ |
| 2023-2024       | Baskonia        | TF              | 1          | 0          | -               | -               | -               | -                  | -                  | -                  | -           | -           | -           | 1      | 0      |        |
| 2023-2024       | Bilbao Athletic | SF              | 26         | 3          | -               | -               | -               | -                  | -                  | -                  | -           | -           | -           | 26     | 3      |        |
| 2024-2025       | Bilbao Athletic | PF              | 17         | 2          | -               | -               | -               | -                  | -                  | -                  | -           | -           | -           | 17     | 2      |        |
| 2024-2025       | Athletic Bilbao | PD              | 5          | 0          | CR              | 0               | 0               | UEL                | 0                  | 0                  | -           | -           | -           | 5      | 0      |        |
| Totale carriera | Totale carriera | Totale carriera | 49         | 5          |                 | 0               | 0               |                    | 0                  | 0                  |             | -           | -           | 49     | 5      |        |